# Nokia 5310 (2020)
Nokia 5310 (индекс TA-1212, кодовое обозначение «Pisces») — сотовый телефон, выпущенный финской компанией HMD Global под брендом Nokia весной 2020 года. Он позиционируется как возрождённая версия легендарного Nokia 5310 XpressMusic 2007 года и как музыкальное устройство. В отличие от предшественника, новый 5310 не был маркирован брендом XpressMusic.
Телефон поступил в продажу на глобальном рынке и получил смешанные отзывы. Журналисты положительно оценивали яркий экран, хорошие материалы корпуса и удобную клавиатуру, а также громкие динамики и качественный звук, однако сравнительно высокая стоимость и отсутствие значительных улучшений по сравнению с предшественником стали поводами для критики.

## Предыстория

### Предшественник 2007 года — Nokia 5310 XpressMusic
Сотовый телефон Nokia 5310 XpressMusic был представлен 27 августа 2007 года. Гаджет, относящийся к музыкальной серии XpressMusic, был оборудован дополнительными клавишами для воспроизведения музыки, которые размещались на скошенной боковой грани возле экрана. Кроме того, он был одним из немногих телефонов тоньше 1 см и одним из самых лёгких (71 грамм) когда-либо выпускавшихся телефонов Nokia. Мобильник работал под управлением операционной системы Series 40 и поддерживал запуск Java-апплетов, также имелись Bluetooth и FM-радио.
Nokia 5310 XpressMusic был высоко оценён экспертами. Он выпускался до 2012 года, пользовался большой популярностью (продано более 10 млн экземпляров), в частности среди представителей субкультур, и в последующие годы оценивался как «культовый телефон», «один из символов своей эпохи» и «телефон-легенда».

### Разработка нового телефона
С 2017 года компания HMD Global, ранее выкупившая Microsoft Mobile и получившая права на бренд Nokia, развивает серию кнопочных телефонов под неофициальным общим названием Nokia Originals — современных версий широко известных телефонов Nokia прошлого. Предположения о том, что модель 5310 может быть возрождена в 2020 году, высказывались аналитиками ещё до появления официальной информации об этом.
В середине февраля 2020 года в базе данных TENAA появилась запись о сертификации сотового телефона, обозначенного как Nokia TA-1212. По изложенным характеристикам и фотографии устройства стало ясно, что Nokia собирается выпустить возрождённую версию 5310 и что устройство будет не полусмартфоном на KaiOS или Android, а «простым» кнопочным телефоном. Слухи подтвердились 18 марта, когда новинка была представлена официально.

## Описание

### Устройство
Nokia 5310 поставляется в чёрном или белом вариантах расцветки. Корпус устройства выполнен из матового пластика. На боковых гранях сделаны вставки из красного пластика: левая содержит регулировку громкости, а правая — 3 клавиши управления воспроизведением музыки. На верхнем торце корпуса расположены MicroUSB и 3,5 мм аудиоразъём.
Nokia 5310 оснащён 2,4-дюймовым несенсорным экраном типа TFT-TN с разрешением 320х240 (разрешающая способность 167 пикселей на дюйм) — экраны с такими параметрами типичны для современных кнопочных телефонов среднего уровня. Поддерживается отображение 16,7 млн оттенков. Экран защищён пластиковым покрытием.
Телефонная клавиатура Nokia 5310 плоская, матовая, на клавише «5» имеется тактильная насечка. Центральный джойстик (пятипозиционная крестовина) глянцевый и слегка выступает над плоскостью клавиатуры. Все клавиши имеют белую подсветку, не подлежащую настройке.
Камера телефона имеет разрешение VGA (0,3 Мп, 640х480) и оснащена одиночной светодиодной вспышкой, которая может быть использована в качестве фонарика. Имеется возможность фотосъёмки с фильтрами, серийной съёмки, а также имитация ночного режима, не влияющая на фактическое качество снимков. Видеозапись ведётся в формате QCIF.
Задняя крышка съёмная. Под ней находится отсек для батареи, двух SIM-карт стандартного формата и карты памяти MicroSD. Горячая замена не предусмотрена — для смены карты памяти и симок необходимо извлечь аккумулятор.
В качестве источника питания телефон использует сменный литий-ионный аккумулятор типоразмера BL-4UL, имеющий ёмкость 1200 мАч. Его наполнение комплектным зарядным устройством длится 2 часа. Время автономной работы, по данным производителя, составляет 20 часов в режиме разговора и 22 дня в режиме ожидания. Согласно замерам, проведённым экспертами-тестировщиками, фактическое время работы при активной эксплуатации составляет 3-7 дней в зависимости от задействованных функций. В комплект Nokia 5310 входит зарядное устройство AC-18E, выдающее мощность 2,75 Вт. Разъём для зарядки — MicroUSB.

### Музыка

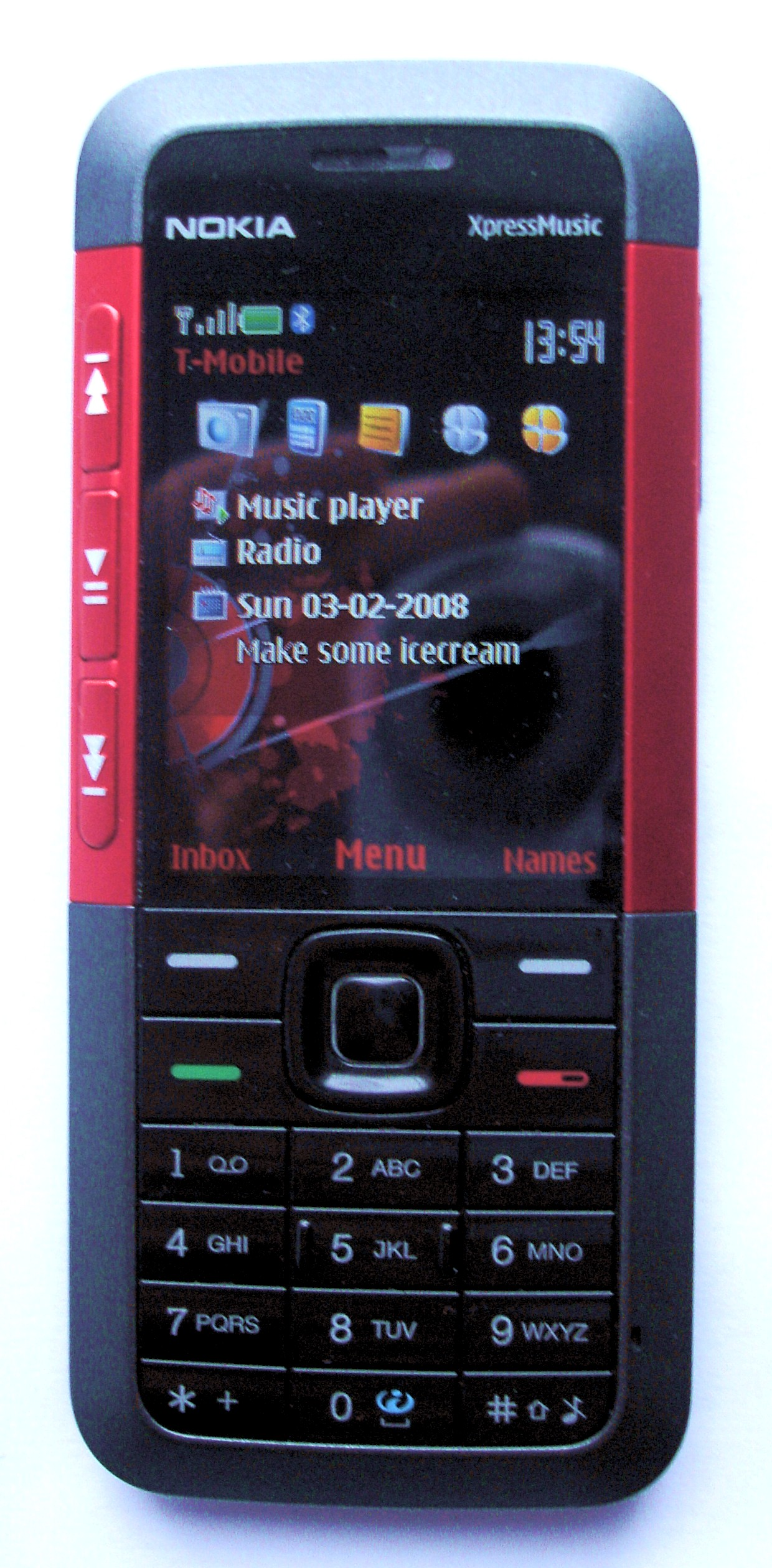
Телефон-предшественник

Nokia 5310 позиционируется как музыкальный телефон, что отражается в его внешнем виде. Так, он оснащён двумя стереодинамиками на передней панели, а также специализированными клавишами управления воспроизведением музыки. Запас громкости динамиков составляет 83 Дб. При этом, в отличие от предшественника, новый 5310 не оснащён выделенным аудиочипом.
В качестве аудиоплеера используется собственная разработка Nokia, а не стандартное приложение из прошивки MAUI. Оно допускает создание единственного плей-листа «избранное» (англ. favourites). В число функций плеера входят повтор, перемешивание, сворачивание, показ встроенных в файлы альбомных обложек, возможность прослушивания музыки из папки принятых по Bluetooth, возможность быстрой установки текущей композиции на рингтон, а также эквалайзер с 8 пресетами (Normal, Bass, Dance, Classical, Treble, Party, Pop, Rock), но без возможности кастомизации таковых. Поддерживается воспроизведение музыки с карты памяти.
Телефон поддерживает подключение беспроводных наушников по протоколу Bluetooth 3.1 (в некоторых источниках упоминается версия 3.9 — это растиражированная опечатка из описания на официальном сайте) с профилем A2DP. Возможно управление музыкой с гарнитуры. В комплектацию Nokia 5310 для России и Европы наушники не входят, однако на индийском рынке наблюдается противоположная ситуация.
Телефон оснащён FM-радио, для работы которого не требуется подключение наушников. Это первый телефон Nokia на платформе MediaTek с такой реализацией этой функциональности. При работе радиоприёмника боковые клавиши используются для переключения радиостанций.

### Программное обеспечение
Операционной системой нового Nokia 5310 является Series 30+ — прошивка, совместно разработанная MediaTek и Nokia на основе MAUI. Эта ОС несовместима с другими разработками Nokia (в частности, c Series 40, которая использовалась в 5310 XpressMusic), она поддерживает приложения для MAUI (MRE) с расширением vxp. Поддержки Java-апплетов новый телефон лишён.
Главное меню телефона настраиваемое — сетка 3х3, 4х4 или список, при этом порядок следования элементов настройке не подлежит. В качестве браузера по умолчанию установлена Opera Mini, которую можно запустить не только через меню, но и удержанием клавиши «0». Кроме того, предустановлены погода, калькулятор, часовое приложение, заметки, календарь, файловый менеджер и фонарик. При этом клиент Facebook в прошивке отсутствует, а иконка социальной сети в меню открывает страницу Facebook в браузере.
Предустановлены (и не подлежат удалению штатными средствами) несколько игр от Gameloft, из них единственная доступная без ограничений — «Змейка». Ещё несколько игр — Asphalt 6: Adrenaline, Assassin’s Creed Unity и Doodle Jump — доступны в демо-версии (3 запуска по 90 секунд). Имеется магазин приложений, в котором можно приобрести платные игры, при этом существует возможность оплаты СМС-сообщениями на короткие номера. При этом телефон поддерживает запуск сторонних vxp-приложений, в том числе нелицензионных игр, с карты памяти.

## Сравнение с Nokia 5310 XpressMusic
|                    | Nokia 5310 XpressMusic (2007) | Nokia 5310 (2020) |
| ------------------ | --- | --- |
| Прошивка           | Series 40 3rd edition, поддержка Java | Series 30+ |
| Экран              | 2.1" TN 240x320, 190 ppi, 16М цветов, датчик света для автояркости | 2.4" TN 240x320, 167 ppi, 16М цветов |
| Оперативная память | 32 МБ | 8 МБ |
| Встроенная память  | 30 МБ, поддержка MicroSD до 32 ГБ | 16 МБ, поддержка MicroSD до 32 ГБ |
| Процессор          | Неизвестный (на основе ARM9), 230 МГц | MediaTek MT6260A, 360 МГц |
| Разъёмы            | MicroUSB (передача данных), 2 мм Nokia DC (питание), 3.5 мм аудио | MicroUSB (передача данных и питание), 3.5 мм аудио |
| Сеть               | GSM 850/1800/1900 (Америка), GSM 900/1800/1900 (Евразия), HSCSD | GSM 900/1800 |
| Подключения        | Bluetooth 2.0 с поддержкой A2DP | Bluetooth 3.1 с поддержкой A2DP |
| Камера             | 2 МП, без вспышки | 0.3 Мп, со вспышкой |
| Аккумулятор        | 860 мАч, Li-Ion, типоразмер BL-4CT | 1200 мАч, Li-Ion, типоразмер BL-4UL |
| Размеры            | 103.8х44.7х9.9 мм | 123.7х52.4х13.1 мм |
| Масса              | 71 г | 88.2 г |
| Варианты цвета     | Корпус в целом: белый, серый, чёрный Вставки по бокам: красный, розовый, фиолетовый, голубой, оранжевый, серый, чёрный                                                                                      | Бело-красный, чёрно-красный |
| Стартовая цена     | 230 евро | 39 евро |
| Прочие различия    | Разъёмы MicroUSB и 3.5 мм перемещены с нижнего на верхний торец. Блоки клавиш громкости и управления музыкой переставлены на противоположные грани. Убрано крепление для ремешка. Добавлены стереодинамики. | Разъёмы MicroUSB и 3.5 мм перемещены с нижнего на верхний торец. Блоки клавиш громкости и управления музыкой переставлены на противоположные грани. Убрано крепление для ремешка. Добавлены стереодинамики. |

## Рыночное положение
Nokia 5310 поступил в глобальную продажу 20 апреля 2020 года. Рекомендованные розничные цены на старте продаж составили:
- в России — 3990 рублей;
- на Украине — 1399 гривен;
- в Великобритании — 34,99 фунтов;
- в Европе — 39 евро;
- в Китае — 399 юаней;
- в Индии — 3399 рупий.

16 июля 2020 года, в Международный день змей, Nokia запустила в Великобритании распродажу 5310 и нескольких других телефонов, оснащённых игрой «Змейка» — одной из самых известных мобильных игр.
Как и предыдущие телефоны из «классической» серии, Nokia 5310 отчасти ориентирован на покупателей, ностальгирующих по старым устройствам, что даёт производителю основание устанавливать цены несколько выше, чем у других гаджетов с сопоставимыми потребительскими свойствами. При этом большинство экспертов сходятся во мнении, что новый телефон не вызывает сильных ностальгических чувств, а его цена завышена. Так, корреспондент журнала My Mobile Гайдер Али Кхан отмечает, что телефон слишком уступает по характеристикам JioPhone, а вместо VGA-камеры было бы полезно добавить в телефон селфи-камеру

Ностальгия должна быть оценена разумно, иначе она останется ностальгической только в чувствах, а не в продажах. Nokia 5310 не может впечатлить из-за цены, которая совсем не разумна.
Оригинальный текст (англ.)Nostalgia has to be priced sensibly or else it will remain nostalgic in feelings only and not in sales. Nokia 5310 fails to ‘Xpress’ certainly because of the price which is not practical at all.
— Nokia 5310 Review: Emotional but fails to ‘Xpress’
Схожую позицию занимает и Джамшед Авари, журналист издания NDTV:

Линейка «классических» моделей помогает связать сегодняшнюю Nokia с уважением и привязанностью, с которыми раньше ассоциировался этот бренд, но новые покупатели с крайне ограниченным бюджетом не интересуются предысторией. Было бы лучше предложить им устройства, которые являются максимально доступными и удобными для использования, и перенаправить ностальгию на девайсы, больше соответствующие современному рыночному положению.
Оригинальный текст (англ.)The lineup of “classic” models helps connect the new Nokia of today with the respect and affection that the brand used to be associated with, but first-time phone users with extremely limited budgets don't care about backstories. It would be better to offer them devices that are as affordable and usable as possible, and redirect the nostalgia into devices more suitable for a mature market.
— You can go back to the basics, but nostalgia comes at a cost

## Оценки и мнения
Nokia 5310 получил неоднозначные отзывы как в специализированных изданиях, так и среди широкого круга пользователей.
Эксперты сошлись во мнении, что телефон имеет эргономичный и приятный на ощупь корпус, а также удобную клавиатуру с упругим ходом клавиш, позволяющую набирать номер на ощупь. Отдельно обращается внимание на удобную особенность клавиатуры — пятипозиционную крестовину, выполненную из глянцевого пластика с углублением в центре, что является новшеством для телефонов Nokia. Экран телефона оценён положительно за свою яркость и насыщенность цветов, однако подвергнут критике за пластиковое покрытие, которое легко царапается. Ещё одним позитивным аспектом является возможность передачи телефонной книги или других файлов по Bluetooth.
Единогласно положительно оценивается качество звука телефона и громкость стереодинамиков — даже на максимальной громкости их звучание остаётся качественным и не приобретает посторонние шумы. К преимуществам отнесена и возможность использования FM-радио без гарнитуры (у многих телефонов она играет роль радиоантенны). Мнения же о музыкальных возможностях при использовании наушников разнится. Так, с одной стороны, констатируется, что качество звука в наушниках, несмотря на отказ от выделенного аудиочипа, не ухудшилось по сравнению с 5310 XpressMusic, и этому приводится обоснование — качественный встроенный чип однокристальной системы MT6260A. С другой стороны, некоторые исследователи отмечают, что при использовании беспроводного подключения звук в наушниках и колонках «заикается» и пропадает.
В качестве недостатков Nokia 5310 отмечается отсутствие поддержки сетей 3G, 4G и Wi-Fi, из-за чего телефоном неудобно пользоваться для выхода в интернет; кроме того, в сетях 3G лучше качество голосовой связи, а некоторые сотовые операторы (например, Теле2 в Москве) и вовсе отказались от сетей второго поколения. Хотя отсутствие поддержки 3G/4G является типичным для простых сотовых телефонов, Nokia 5310 стоит сопоставимо с кнопочными полусмартфонами на Android или KaiOS, в которых такая функциональность всегда имеется.
Ещё один недостаток — подход производителя к продаже игр для телефона. Бесплатно доступна только одна игра — «Змейка», а остальные необходимо приобретать отдельно, причём возможность их оплаты через СМС-сообщения нежелательна, так как может привести к расходу средств на счету детьми и подростками. Чтобы играть бесплатно, рекомендуется загружать игры со сторонних сайтов на карту памяти.
Ряд журналистов делает вывод о том, что новый телефон не вызывает ностальгии и не является значительно улучшенной версией устройства 2007 года. Это связано как с использованием прошивки S30+, ассортимент софта для которой меньше, чем для S40 (предполагается, что это связано с отсутствием соответствующих разрешений у HMD Global), так и с отсутствием существенных улучшений ряда характеристик. Индийское издание Firstpost, несмотря на общепозитивную оценку, назвало телефон «не выглядящим столь же хорошо, как и оригинальный XpressMusic», а редактор филиппинского журнала BusinessMirror Эд Уй заметил, что новый мобильник слегка разочаровывает, ностальгия не является достаточным стимулом для его приобретения, а в погоне за снижением стоимости Nokia не улучшила многие характеристики, из-за чего в наши дни Nokia 5310 не выглядит современным.